# Nová Ľubovňa
Nová Ľubovňa es un municipio del distrito de Stará Ľubovňa en la región de Prešov, Eslovaquia, con una población estimada a final del año 2024 de 3032 habitantes.
Se encuentra ubicado al noroeste de la región, cerca del río Poprad (cuenca hidrográfica del río Vístula) y de la frontera con  Polonia.

## Demografía
| Año        | 1994 | 2004     | 2014    | 2024    |
| ---------- | ---- | -------- | ------- | ------- |
| Población  | 2437 | 2738     | 2949    | 3032    |
| Diferencia |      | +12,35 % | +7,70 % | +2,81 % |

| Año        | 2023 | 2024    |
| ---------- | ---- | ------- |
| Población  | 3012 | 3032    |
| Diferencia |      | +0,66 % |